# Kauriala
Kauriala est un quartier d'Hämeenlinna en Finlande.

## Présentation
Kauriala est situé immédiatement à l'ouest du centre-ville, délimité au sud par Turuntie,  les rues Poltinahontie à l'ouest, Matintie au nord-ouest et la route nationale 3 à l'Est.
Ses quartiers limitrophes sont Linnanniemi, Myllymäki, Ahvenisto, Pullerinmäki et Ojoinen.
Kauriala est une zone urbaine dont les parties les plus anciennes datent du XIXe siècle et du XXe siècle et le reste du parc immobilier date principalement des années 1950.
En raison de la proximité du centre-ville, Kauriala compte de nombreux magasins, restaurants et boutiques.
Kauriala abrite aussi le stade Kaurialan kenttä, l'école de Kauriala, le lycée de Kauriala l'église orthodoxe d'Hämeenlinna et le parc du vieux cimetière.
Dans le quartier de Kauriala, une pierre sacrificielle (fi) est visible au croisement des rues Uhrikivenkatu et Matintie.